# Niceta Coniata
Niceta Coniata, o Coniate, o Acominato (in greco bizantino: Νικήτας Χωνιάτης; Chonai, 1155 circa – Nicea, 1217), è stato un politico, scrittore e storico bizantino, tra i più importanti della sua epoca.

## Biografia
Originario della città frigia di Chonai, l'antica Colossi, fu grazie al fratello Michele Coniata, anch'egli scrittore e uomo molto colto, che Niceta si trasferì a Costantinopoli. Qui Michele, che faceva parte della corte bizantina, fece studiare il fratello all'università di Costantinopoli, dove Niceta sì laureò in retorica e in giurisprudenza.
Dopo la laurea, negli anni settanta del XII secolo, il fratello Michele lo fece entrare a corte, sotto il regno di Manuele I (1143-1180). Nel 1176 partecipò quasi sicuramente alla battaglia di Miriocefalo, in cui l'esercito bizantino, guidato da Manuele in persona, fu sconfitto dai turchi selgiuchidi. Dopo la morte di Manuele, il 24 settembre 1180, Niceta continuò a far parte della corte imperiale e fu testimone oculare della guerra civile tra la moglie di Manuele, Maria Xene, e il cugino Andronico I Comneno per la reggenza al trono del giovane Alessio II (1180-1183), figlio di Manuele: la guerra fu vinta da Andronico, che nel maggio del 1182, in breve tempo, fece uccidere la sorella di Alessio e suo marito, poi anche la madre e infine, nell'ottobre 1183, fece uccidere Alessio stesso. Questi fatti saranno duramente giudicati nelle cronache da Niceta, come del resto da parte di tutti gli storici bizantini contemporanei. Sotto il regno di Andronico, Niceta fu allontanato da corte, insieme a molti altri personaggi di spicco, visto che il nuovo imperatore voleva ridimensionare la corte e arginare la diffusa corruzione.
Supportò la rivolta di Isacco Angelo (1185-1195; 1203-1204), che spodestò Andronico I, linciato dalla folla il 12 settembre 1185. Isacco II riaccolse a corte molti dei nobili caduti in disgrazia sotto il precedente imperatore, tra cui Niceta stesso, che sotto Isacco e il governo degli Angeli ebbe vari incarichi prestigiosi: fu nominato grande logoteta, cancelliere ed in seguito strategos del thema di Filippopoli, fino a divenire addirittura segretario dell'imperatore.
Niceta mantenne la sua prestigiosa posizione anche durante il regno di Alessio III (1195-1203), che l'8 aprile 1195 spodestò il fratello, facendolo accecare e imprigionandolo insieme al figlio Alessio (1203-1204). Nel 1202 Alessio IV fuggì di prigione e chiese aiuto ai soldati che stavano iniziando la quarta crociata per aiutarlo a spodestare lo zio usurpatore, in cambio di denaro e 10.000 soldati per la nuova crociata: i crociati accettarono e, con l'aiuto della marina veneziana, assediarono Costantinopoli; la popolazione si ribellò contro l'usurpatore e Isacco II venne restaurato sul trono, quindi fece entrare in città il figlio e i generali dei crociati e dei veneziani, confermando le promesse precedentemente fatte. Nonostante Niceta avesse servito Alessio III, mantenne comunque le sue funzioni. La situazione però peggiorò: i crociati creavano disordini a Costantinopoli, Alessio IV diventava sempre più impopolare, Isacco era troppo stanco per prendere in mano la situazione, e di ciò approfittò Alessio Ducas che, il 28 gennaio 1204, assassinò Alessio IV e forse anche Isacco II, e divenne imperatore. Subito annullò le promesse fatte da Alessio IV ai crociati: ciò li fece infuriare, e immediatamente posero sotto assedio Costantinopoli e la conquistarono, il 12 aprile 1204.
Niceta Coniata fu testimone oculare dei gravi disordini che avvennero con la presa di Costantinopoli da parte dei Crociati. Alessio V fuggì nella mattina del 12 aprile. Ancora prima che la capitale cadesse, fu subito nominato un nuovo imperatore, il generale Costantino XI Lascaris (1204-1205), che insieme al fratello, il generale Teodoro I Lascaris, tentò di salvare Costantinopoli con un attacco notturno; ma fallirono e fuggirono a Nicea, dove fondarono un nuovo impero, visto che non c'era più nulla da fare per la capitale. Niceta assistette al saccheggio di Costantinopoli da parte dei crociati; dopo cinque giorni, egli e la sua famiglia riuscirono a fuggire da quelle scene di devastazione grazie a un amico veneziano, mercante di vini, il quale finse che il gruppo costituisse il suo bottino. Quindi, decise di rifugiarsi a Nicea col nuovo imperatore: mentre stavano andando ad imbarcarsi al porto, un crociato prese una donna del suo gruppo con l'intento di stuprarla, ma Niceta senza timore lo affrontò verbalmente e lo convinse a lasciarla andare. Rifugiatosi in Tracia, nelle vicinanze della capitale, Niceta constatò quanto si fosse diffusa l'ostilità verso i privilegiati abitanti di Costantinopoli.
A Nicea, Niceta si rese disponibile alla corte dell'imperatore Teodoro I dedicandosi anche alla letteratura, e qui scrisse il suo capolavoro, la Chronikè diegesis (o Historia): dedicata agli anni dal 1118 al 1206, essa rappresenta una delle opere più profonde e significative dell'intera storiografia bizantina, scritta nella dotta lingua caratteristica del suo tempo. Risulta che in seguito, per motivi ignoti, fu allontanato dalla corte di Nicea, e lì morì in povertà nel 1217.

## Opere
Il lavoro principale per il quale Niceta è ricordato è la Chronikè diegesis, ossia la Narrazione cronologica, scritta in diciannove libri che coprono il periodo dal 1118 al 1206. L'opera è fonte di primaria importanza per il periodo in esame, ricca di una descrizione nel complesso imparziale degli eventi di cui lo storico fu testimone oculare, o comunque in grado di riportare racconti di prima mano. Dall'avvento al trono di Giovanni Comneno alla conquista crociata di Costantinopoli del 1204, quando le vicende storiche si intrecciano a quelle personali di Niceta, racconta drammatici eventi vissuti con disperazione.
Ritenuta particolarmente interessante è la descrizione dell'assedio, della successiva irruzione e del saccheggio di Costantinopoli per mano dei Crociati occidentali: per la grande quantità di atroci dettagli sui terribili atti compiuti sulla popolazione è stata ritenuta da Carlo Carena «degna di un film horror». E poi narra il terribile incendio appiccato dai Latini che si propagò per gran parte della capitale dell'Impero d'Oriente: un tema sul quale scrissero anche Robert de Clary e Goffredo di Villehardouin.
Il piccolo trattato sulle statue distrutte, De Statuis, riveste un particolare interesse archeologico: Costantinopoli era piena di statue greche che Costantino e i suoi successori avevano portato dalla Grecia; gruppi statuari di bronzo della più varia bellezza e fantasia vennero fusi per farne bottino. Niceta fa un prospetto riassuntivo di saccheggi, distruzioni e profanazioni operati dai Veneziani.
Notevole anche il suo lavoro dogmatico Thesaurus Orthodoxae Fidei, pervenuto interamente nei manoscritti, ma pubblicato solamente in parte, che è uno dei più importanti scritti sui movimenti ereticali del XII secolo.
Niceta Coniata si considerava l'erede dei grandi scrittori greci del passato, dai grandi filosofi agli storici bizantini come Michele Psello e Anna Comnena, iniziando il suo racconto dove finiva l'Alessiade. 
Per Niceta, Costantinopoli era la capitale del lusso, del tesoro, dello sfarzo, dell'oro, del trionfo, della porpora e della grandi cerimonie; tutto ciò che non faceva parte della sfera del cristianesimo ortodosso e dell'Impero bizantino era da lui considerato barbarie. Egli considerava l'Impero bizantino l'erede della grandezza di Roma antica: nelle pagine della Chronikè diegesis si riscontra la fisionomia di un Impero di Bisanzio in analogia con l'Impero romano e, come esso, alle prese con continui attacchi da parte di barbari invasori. 
Dal suo stile traspaiono le essenziali qualità storiografiche della franchezza e dell'oggettività: la penna di Niceta non risparmiava né burocrati né imperatori.

## Come personaggio letterario
Il romanzo Baudolino, di Umberto Eco (Bompiani, Milano 2000), è ambientato in parte a Bisanzio durante la conquista da parte dei crociati. L'immaginario protagonista, Baudolino appunto, è un amico e un confidente di Niceta Coniata.

## Edizioni della Historia
- (GRC, LA)  Nicetae Acominati Choniatae, ... LXXXVI annorum historia, videlicet ab anno ... restitutae Salutis circiter MCXVII, in quo Zonaras desinit, usque ad annum MCCIII, Libris XIX... Hieronymo Wolfio Oetingensi interprete; Basileae: ex officina Ioannem Oporinum, 1557. (Anche on line)
- Historia degli Imperatori greci, descritta da Niceta Acominato da Chone ... in XIX  Libri: li quali seguono, dove lascia il Zonara, dal MCXVII [1117] fino al MCCIII [1203] nel qual tempo si vede la declinatione del Imperio; ... tradotti in lingua Italiana da M. Ioseppe Horologgi. In Venetia, appresso Vincenzo Valgrisi, MDLXII [1562].(Anche on line)
- Corpus universae historiae, praesertim bizantinae .. [de] .. Jean Zonaras, Nicétas Acominatus ou Choniatas, Nicephori Gregorae, Laonicus Chalcondyle, et Konrad Clauser, Lutetia (= Parigi), apud Gulielmun Chaudiere, 1567 (soltanto libro XIX) (Anche on line)
- (FR)  Extraict des annales de Nicete Coniates, le troisiesme livre de l'empire d'Alexius Angelus comnenus, de la prinse de Costantinople, et restitution d'Isaac Angelus son frere, & de son fils Alexius le ieune. Lyon: par les Heritiers de Guillaume Rouille, 1601.
- Niketae Acominati Choniatae. Historia. Hieronymo Wolfio Oetingensi interprete, cura & studio Caroli Annibalis Fabroti JC. Venetiis, Ex Typographia Bartholomaei Javarina, MDCCXXIX [1729]. (Anche on line)
- (GRC, LA)  Nicetae Choniatae Historia ex recensione Immanuelis Bekkeri, Bonnae: impensis ed. Weberi, 1835 (Corpus scriptorum historiae byzantinae) (Anche on line)
- Niceta Acominato da Conio, Istoria, volgarizzamento dal greco di M. Lodovico Dolce riscontrato per cura di Giuseppe Rossi. Milano: coi tipi di Paolo Andrea Molina, 2 voll., 1852-1854 (Collana degli antichi storici greci volgarizzati). (on line)
- (GRC, LA)  Niketa tou Choniatou ta euriskomena panta, accurante et denuo recognoscente J.-P. Migne (Patrologia Graeca, 139 e 140) Lutetiae Parisiorum: apud J.-P. Migne, 1865 e 1887.
- (DE)  Nicetas Acominatus,  Chronike diegesis, 3 vv., 1: Die Krone der Komnenen: Die Regierungszeit der Kaiser Joannes und Manuel Komnenos (1118-1180); 2: Abenteurer auf dem Kaiserthron: die Regierungszeit der Kaiser Alexios II., Andronikos und Isaak Angelos (1180-1195), 3: Die Kreuzfahrer erobern Konstantinopel: Die Regierungszeit der Kaiser Alexios Angelos, Isaak Angelos und Alexios Dukas, die Schicksale der Stadt nach der Einnahme sowie das Buch von den Bildsäulen (1195-1206) ubersetzt, eingeleitet und erklart von Franz Grabler. Graz 1958 (Byzantinische Geschichtsschreiber, 8).
- (GRC)  Nicetae Choniatae Historia, recensuit Ioannes Aloysius van Dieten, 2 vol., W. de Gruyter, Berlin - New York 1975 (Corpus fontium historiae Byzantinae) ISBN 3-11-004528-1
- (EN)  O city of Byzantium, Annals of Niketas Choniates, translated by Harry J. Magoulias, Detroit: Wayne State university press 1984 (Byzantine texts in translation) ISBN 0-8143-1764-2
- Grandezza e catastrofe di Bisanzio. Volume I (Libri 1-8), introduzione di Alexander P. Kazhdan; testo critico e commento a cura di Riccardo Maisano; traduzione di Anna Meschini Pontani, Fondazione Lorenzo Valla, Milano, Arnoldo Mondadori Editore, 1994, ISBN 978-88-04-37948-5. - Nuova edizione aggiornata a cura di Anna Pontani; introduzione di Guglielmo Cavallo, Fondazione Lorenzo Valla-Mondadori, 2017, ISBN 978-88-046-6451-2.
- Grandezza e catastrofe di Bisanzio. Volume II (Libri 9-14), a cura di Anna Meschini Pontani; testo critico di Jan-Louis van Dieten, Fondazione Lorenzo Valla, Milano, Arnoldo Mondadori Editore, 1999, ISBN 978-88-04-46636-9.
- Grandezza e catastrofe di Bisanzio. Volume III (Libri 15-19 - De Statuis), a cura e con un commento di Anna Pontani; testo critico di Jan-Louis van Dieten; traduzione di Anna e Filippomaria Pontani, Fondazione Lorenzo Valla, Milano, Arnoldo Mondadori Editore, 2014, ISBN 978-88-04-63498-0.

## Altre opere
- (LA)  Nicetae Choniatae, Thesauri orthodoxae fidei libri quinque priores. Petro Morello Turonensi interprete. Lutetiae: apud Gulielmum Chaudiere, 1580.
- (GRC, LA)  Niketa enkomion eis tous hagious archangelous Mikael kai Gabriel. Nicetae laudatio sanctorum archangelorum Michaelis & Gabrielis. Prodit nunc primum a Petro Possino. Tolosae: apud Arn. Colomerium regis e Acad. Tolos. typographum, 1637.
- Nicetae Acominati Choniatae, Narratio de Statuis Antiquis, quas Franci post captam anno 1204 Constantinopolin destruxerunt. Ex Codice Bodlejano emendatius, Lipsiae, Friderico Wilken, MDCCCXXX [1830]. (Anche on line)
- Il frammento di Niceta Choniate sui monumenti distrutti a Costantinopoli dall'esercito crociato l'anno MCCIII, pubblicato con osservazioni in occasione delle Fauste Nozze Maldura - Rusconi, Padova, coi Tipi della Minerva, 1838 (on line).
- (GRC)  Nicetae Choniatae Orationes et Epistulae, recensuit Joannes Aloysius van Dieten, Berolini: W. de Gruyter, 1972 (Corpus fontium historiae Byzantinae).
- De statuis, traduzione, commento e cura di Anna Pontani, Collana Hellenica, Alessandria, Edizioni dell'Orso, (in preparazione).